# Валявишки езера
Валявишките езера са езерна група от 12 постоянни и 3 временни езера, която се намира в Северен Пирин. Езерата са разположени терасовидно на територията на Валявишкия циркус, върху гранитна геоложка основа и имат ледников произход. Надморската им височина варира между 2300 и 2475 м. Бреговете им са скалисти и стръмни. Поради високото разположение на езерната група, в близост до езерата и по бреговете им расте голямо количество клек. Езерата са групирани в 6 групи (виж схемата). В центъра на групата е разположено Голямото езеро, западно от него – група от 2 езера, като тук се намира 2-рото по големина (18 дка) Долно езеро (41°42′37″ с. ш. 23°28′34″ и. д. / 41.710278° с. ш. 23.476111° и. д.). Северозападно от Голямото езеро се намира група от 4 малки езерца, а югоизточно – две групи от две езера. Южно от Голямото езеро е последната 6-а група състояща се от едно езеро, явяващо се 3-то по големина.
Във водите на Валявишките езера се среща пъстърва, а преди години са правени опити за зарибяването им със сивен. Езерата се подхранват взаимно, като по-високите се оттичат в по-ниско разположените. Това е възможно поради стъпаловидното им подреждане по склона на планината. Езерната група дава началото на река Валявица, която е основен, десен приток на река Демяница.
Най-голямо по площ от езерата е Голямото езеро (41°42′38″ с. ш. 23°28′57″ и. д. / 41.710556° с. ш. 23.4825° и. д.), което е разположено на 2379 м надморска височина. На дълбочина езерото достига до 18,9 метра. Голямото езеро е широко 275 метра и дълго около 480 метра, площта му е 85,1 декара (второ по големина ледниково езеро в Пирин) и се намира в северното подножие на връх Валявишки чукар. Състои се от две котловини, между които има два малки острова.
Валявишките езера са основен туристически обект в местността. Най-близко разположената до езерата хижа е Демяница, която се намира на около 2 часа от Валявишките езера.

## Галерия
- Изглед към Валявишките езера
- Голямото Валявишко езеро (1 на схемата), гледано от Жълтата пътека при Тевно езеро. В далечината над малкия остров се вижда едно от малките езера от група 3
- Двете най-високи Валявишки езера – група 5 на схемата, снимани под в. Дженгал
- Две от Валявишките езера – група 4 на схемата, снимани под в. Дженгал. В далечината – склоновете под Типиците, в. Вихрен, в. Тодорка
- Голямото Валявишко езеро
- Голямото Валявишко езеро и връх Дженгал